# 摩周岳
摩周岳（ましゅうだけ）は、北海道釧路総合振興局弟子屈町にある標高857mの山。カルデラ湖である摩周湖の外輪山の最高峰で湖面標高は502m。

## 概要

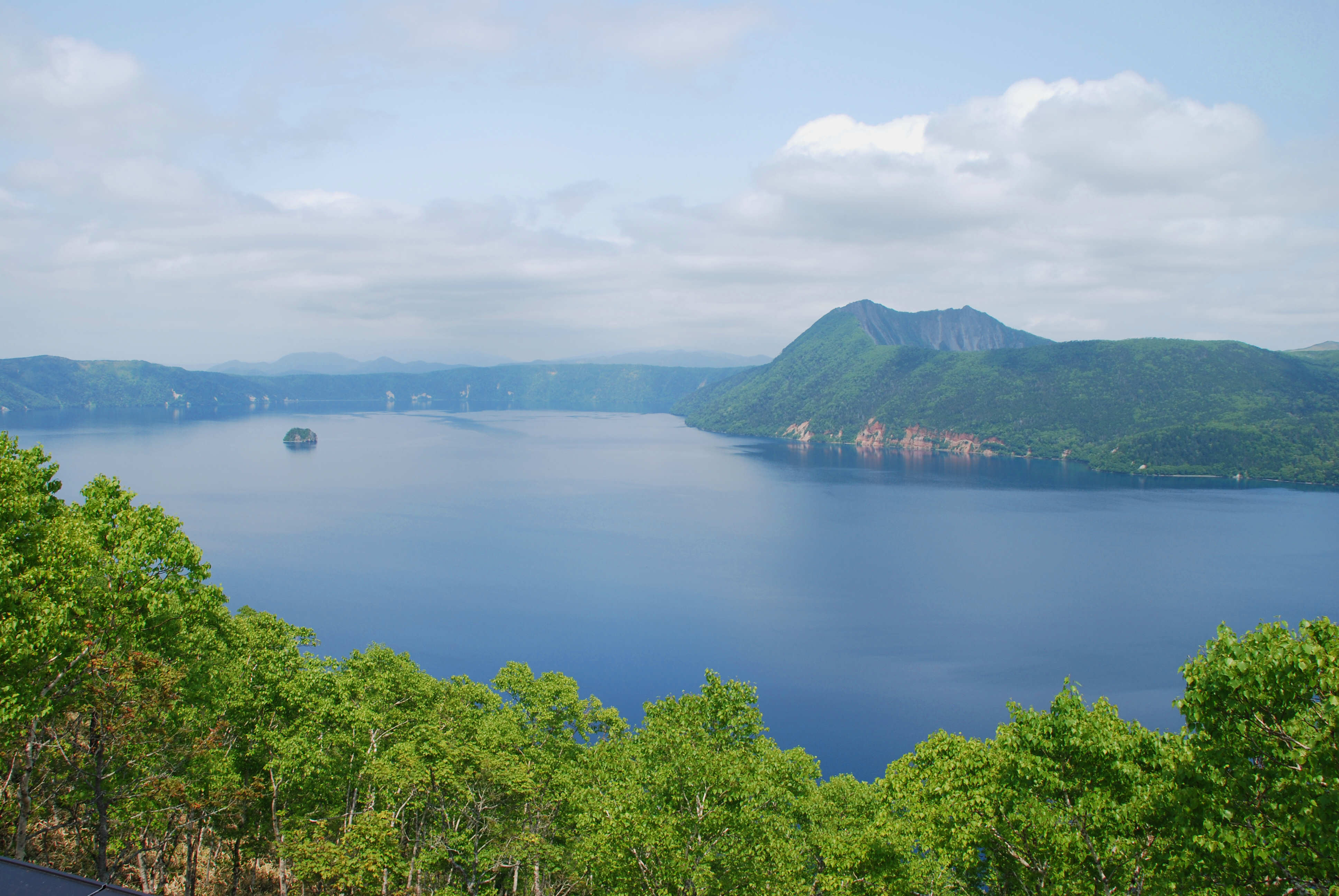
摩周湖第一展望台からの摩周岳

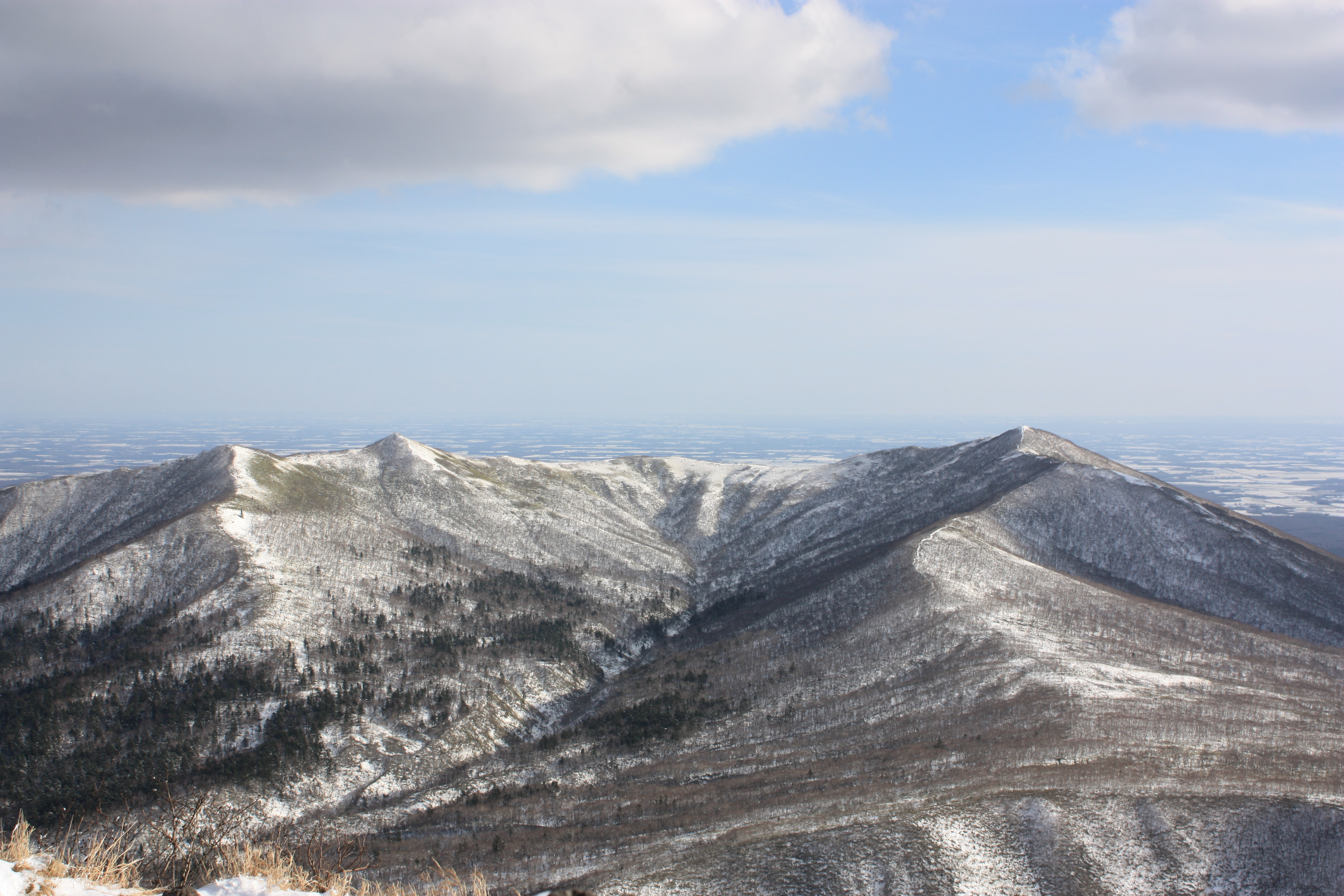
摩周岳山頂から南東に西別岳を望む、西別岳は摩周火山の先カルデラ火山

神秘的な摩周湖と共にカムイヌプリ「神の山」として奉られてきた。

アイヌ語のマシウには諸説があるが、「鍋のような湖に影が泳ぐように見える」を意味する。
摩周岳は摩周火山を構成する火山の一つで大きな火口を持ち、摩周カルデラが形成された後の火山活動で形成された。最新の活動は約4,000年前以降。
第一展望台からは垂直近くに切り立った火口壁を望見できる。山頂から火口底（海抜375m）までの落差は482mに及ぶ。

## 登山ルート
第一展望台から南側の外輪山を半周近く経由して、西別岳の分岐より急峻な摩周岳の火口壁を辿って頂上に至る。

## 近隣の山
- 西別岳 （799.8m）
- 標津岳（1,061m）
- 武佐岳（1,005.7m）
- 斜里岳（1,535.8m）
- アトサヌプリ（508m）